# América Futebol Clube (Vila Velha)
Pour les articles homonymes, voir América Futebol Clube.
Maillots
L'América Futebol Clube était un club brésilien de football basé à Vila Velha, ville située dans la région métropolitaine de Vitória, dans l'État d'Espírito Santo. 
Le club remporta le premier Championnat de l'Espírito Santo en 1917 bien qu'à cette époque la compétition, alors baptisée Championnat de la ville de Vitória, ne regroupait que les clubs de la région métropolitaine de Vitória.

## Palmarès
- Championnat de l'Espírito Santo :
  - Champion : 1917, 1922, 1923, 1925, 1927, 1928